# Vranovina (Bosanski Petrovac)
Vranovina (szerbül: Врановина) szerb falu Bosznia-Hercegovinában, a Bosznia-hercegovinai Föderáció Una-Szanai kantonjában, Bosanski Petrovac községben.

## Fekvése
Bosznia-Hercegovina nyugati részén, Bihácstól légvonalban 34, közúton 48 km-re délkeletre, Bosanski Petrovactól légvonalban 15, közúton 20 km-re északnyugatra, részben a Grmeč-hegység déli lejtőin, a Željeznik hegygerince alatt található, legalsó része pedig a Petrovac-mező északnyugati részére ereszkedik le. Vođenica, Brestovac, Krnjeuša és Lastva falvak között húzódik. Rakovica nevű településrésze 600 méteres tengerszint feletti magasságban, Gornja Vranovina pedig 900 méteren található. Az éghajlat zordabb, mint a Petrovaci-mező más részein, mivel a falu gyakran ki van téve az északi szélnek. Itt a hó korábban esik és tovább marad. Vranovina falunak több kisebb forrása és patakja van. A legbővizűbb patak, a „Vranovina”, amely a Željeznik alatt tör fel, átszeli Gornja Vranovinát, és eléri a mezőt, majd a síkságon Brestovac faluig ér.

## Népessége
| Nemzetiségi csoport | Népesség 1991 | Népesség 2013 |
| ------------------- | ------------- | ------------- |
| Szerb               | 272           | 57            |
| Bosnyák             | 0             | 0             |
| Horvát              | 0             | 0             |
| Jugoszláv           | 1             | 0             |
| Egyéb               | 1             | 0             |
| Összesen            | 174           | 57            |

## Története
A falu északi részén ókori erődített település maradványa található, melynek területén kerámiatöredékeket találtak. A lelőhely a szakemberek szerint a bronz- vagy vaskorból származik.
Vranovina falu betelepülése a karlócai béke (1699) után a Petrovaci-mező más falvaival egy időben kezdődött.
A Vranovinából való kivándorlás az első világháború előtt kezdődött, amikor az emberek Amerikába és más európai országokba indultak, hogy ott munkát vállaljanak. A két világháború között kisebb kivándorlások történtek Bosznia-Hercegovina más részeibe és a Vajdaságba. A második világháború után a legnagyobb kivándorlás Vranovinából a vajdasági betelepítés (1945–1946) és a vajdasági gazdasági kivándorlás (a 20. század 60-as évei) idején történt. A bosznia-hercegovinai háború idején (1992–1995) minden vranovinai család elmenekült, és csak nagyon kevés család tért vissza a faluba.

## Nevezetességei
- Ókori erődített település maradványai.

## Fordítás
- Ez a szócikk részben vagy egészben  a   Vranovina (Bosanski Petrovac) című bosnyák Wikipédia-szócikk ezen változatának fordításán alapul.  Az eredeti cikk szerkesztőit annak laptörténete sorolja fel. Ez a jelzés csupán a megfogalmazás eredetét és a szerzői jogokat jelzi, nem szolgál a cikkben szereplő információk forrásmegjelöléseként.